# Park Narodowy Deux Balés
Park Narodowy Deux Balés – park narodowy w środkowo-zachodnim Burkina Faso w pobliżu miasta Boromo. Obejmuje powierzchnię ok. 56 tysięcy hektarów i założono go w 1967 roku na miejscu wcześniejszego rezerwatu przyrody. Teren parku zajmuje sawanna. Spotyka się tu m.in. słonie, hipopotamy, antylopy, krokodyle i bawoły.